# Neuilly-sur-Seine
Neuilly-sur-Seine (pronunciación en francés: /nøji syʁ sɛn/ (escucharⓘ)) es una ciudad y comuna francesa ubicada en el departamento de Altos del Sena, de la región de Isla de Francia y el área metropolitana de París. Es uno de los lugares de residencia preferidos por la burguesía francesa residenciada y adinerada, específicamente abogados, funcionarios de negocios y celebridades del cine y la televisión. Es una de las cinco comunas con más alta renta de Francia.

## Geografía
Limita con la ciudad de París por el noroeste y está ubicada en el margen derecho del río Sena.

## Historia
Los orígenes del nombre de Neuilly-sur-Seine son bastante confusos y controvertidos. Originalmente era una pequeña aldea en la jurisdicción de Villiers, el asentamiento más grande mencionado en las fuentes medievales ya en 832 y ahora absorbido por el municipio de Levallois-Perret. No fue hasta 1222 que el pequeño asentamiento de Neuilly, establecido a orillas del río Sena, fue mencionado por primera vez en una carta de la Abadía de Saint-Denis: el nombre fue grabado en latín medieval como Portus de Lulliaco, significado "Puerto de Lulliacum". En 1224, otra carta de Saint-Denis registró el nombre como Lugniacum. En un contrato de compraventa de fecha 1266 el nombre también se registró como Luingni.
En 1316, sin embargo, en un fallo del Parlamento de París, el nombre fue registrado como Nully, un nombre bastante diferente a los anteriormente registrados. En un documento fechado el 1376, el nombre fue registrado de nuevo como Nulliacum (la versión latina medieval de Nully). Luego, en los siglos siguientes el nombre grabado alternó entre Luny y Nully, y es solo después de 1648 que el nombre fue definitivamente establecido como Nully. El nombre deletreado Neuilly después de la norma de la Academia Francesa de la pronunciación de "ill" como "y" (Ver IPA en la parte superior).
Se han propuesto varias explicaciones y etimologías para explicar estas discrepancias en los nombres de Neuilly registrados durante los siglos. Parece más plausible considerar que el nombre original de Neuilly era Lulliacum o Lugniacum, y que sólo más tarde fue corrompida en Nulliacum / Nully. Algunos interpretan Lulliacum o Lugniacum en el sentido de "raíces de Lulio (o Lunius)", probablemente un terrateniente galo-romano. Esta interpretación se basa en los numerosos topónimos de Francia formados por los nombres de los propietarios de tierras galo-romanas y sufijo con el sufijo topónimo tradicional "-acum". Sin embargo, otros investigadores objetan que es poco probable que Neuilly debe su nombre a un patronímico galo-romano, ya que durante la ocupación romana de la Galia, el área de Neuilly estaba dentro del gran bosque de Rouvray, de los cuales el bosque de Boulogne es todo lo que queda hoy en día, y probablemente no estaba todavía asentado.
Estos investigadores sostienen que es solo después de la caída del Imperio romano y las invasiones germánicas que el área de Neuilly fue deforestada y asentada. Por lo tanto, piensan que el nombre Lulliacum o Lugniacum viene de la antigua palabra germánica lund que significa "bosque", similar a nórdico antiguo lundr que significa "bosque", al que se añadió el sufijo topónimo "-acum". La palabra en nórdico antiguo lundr de hecho ha dejado muchos topónimos en toda Europa, como la ciudad de Lund en Suecia, el Bosque de la Londe, en Normandía, o los numerosos topónimos en inglés con "lound", "lownde", o "Lund" en el nombre, o terminen en "Land". Sin embargo, esta interesante teoría no explica por qué la "d" de Lund falta en Lulliacum o Lugniacum.
En cuanto a la discrepancia en los nombres de largo de los siglos, la explicación más probable es que el nombre original Lulliacum o Lugniacum fue posteriormente dañado en Nulliacum / Nully por inversión de las consonantes, quizás bajo la influencia de una antigua palabra celta que significa "tierra pantanosa, tierra pantanosa" (como era la tierra alrededor de Neuilly-sur-Seine en la antigüedad) que se encuentra en el nombre de muchos lugares franceses antiguamente cubiertos de agua, como Noue, Noé, Nouan, Nohant, etc. O tal vez, las consonantes fueron simplemente invertidas bajo la influencia de los muchos asentamientos de Francia que denominaron Neuilly como un nombre de lugar frecuente (cuya etimología es completamente diferente del caso especial de Neuilly-sur-Seine).
Hasta la Revolución francesa, el asentamiento se refiere a menudo como Port-Neuilly, pero con la creación de las Comunas Francesas en 1790, se abandonó el "Puerto" y la comuna recién nacida fue nombrada simplemente Neuilly.
El 1 de enero de 1860, la ciudad de París fue ampliada mediante la anexión de municipios vecinos. En esa ocasión, una parte del territorio de Neuilly-sur-Seine fue anexionada por la ciudad de París, y forma ahora el barrio de Ternes, en el distrito 17 de París.
El 11 de enero de 1867, una parte del territorio de Neuilly-sur-Seine se separó y se fusionó con una parte del territorio de Clichy para crear el municipio de Levallois-Perret.
El 2 de mayo de 1897, el nombre de la comuna se convirtió oficialmente en Neuilly-sur-Seine (que significa "Neuilly sobre Sena"), con el fin de distinguirlo de los muchos municipios de Francia también llamados Neuilly. Sin embargo, la mayoría de la gente sigue refiriéndose a Neuilly-sur-Seine simplemente como "Neuilly". Durante los Juegos Olímpicos de París 1900, que fue sede de los eventos de pelota vasca.
El Hospital Americano de París fue fundado en 1906. A lo largo de su historia ha atendido a muchos pacientes ilustres, varios de los cuales fallecieron aquí, como la escritora Gertrude Stein, el armador griego Aristóteles Onassis y la actriz Bette Davis.
En 1919, el Tratado de Neuilly se firmó con Bulgaria en Neuilly-sur-Seine para concluir su papel en la Primera Guerra Mundial.
En 1929, el bosque de Boulogne, que fue dividido hasta entonces entre las comunas de Neuilly-sur-Seine y Boulogne-Billancourt, fue anexionadao en su totalidad por la ciudad de París.
El 29 de octubre de 1930 fue escenario del nacimiento de la artista Niki de Saint Phalle.
El 27 de mayo de 1999 a las 20:35 horas, en el Hospital Americano de París, nace la actriz y modelo franco-estadounidense; Lily-Rose Depp. Luego, años más tarde, el 9 de abril de 2002 a las 14:22 horas, en aquel mismo hospital parisino, la madre de Lily-Rose da a luz a su hermano, un varón bautizado bajo el nombre de John Christopher Depp III, a quien llaman de manera afectiva como Jack. Ambos son hijos del actor, productor y músico estadounidense Johnny Depp (1963) y de la cantante y modelo francesa Vanessa Paradis (1972).

## Educación

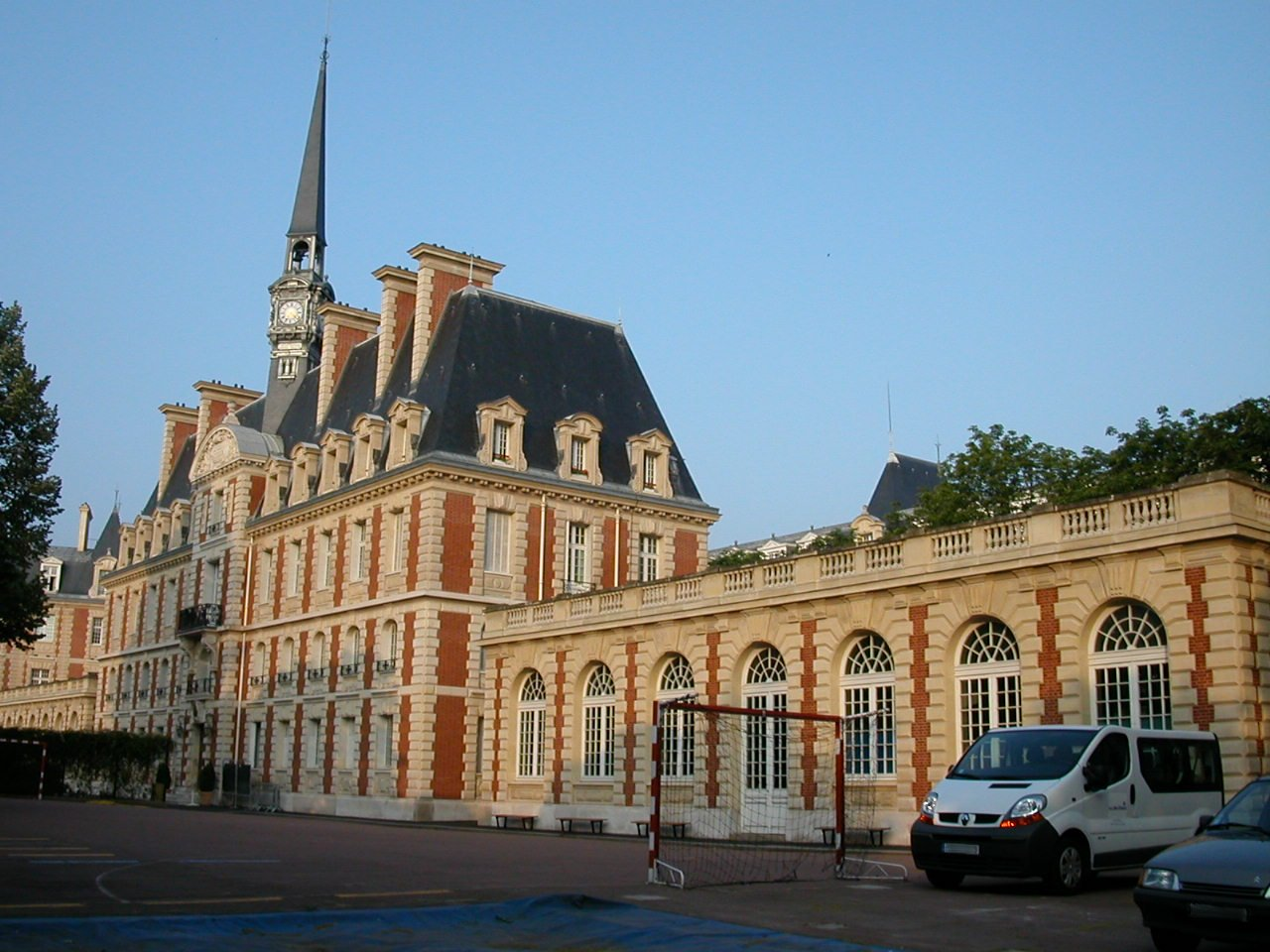
Collège et Lycée Pasteur

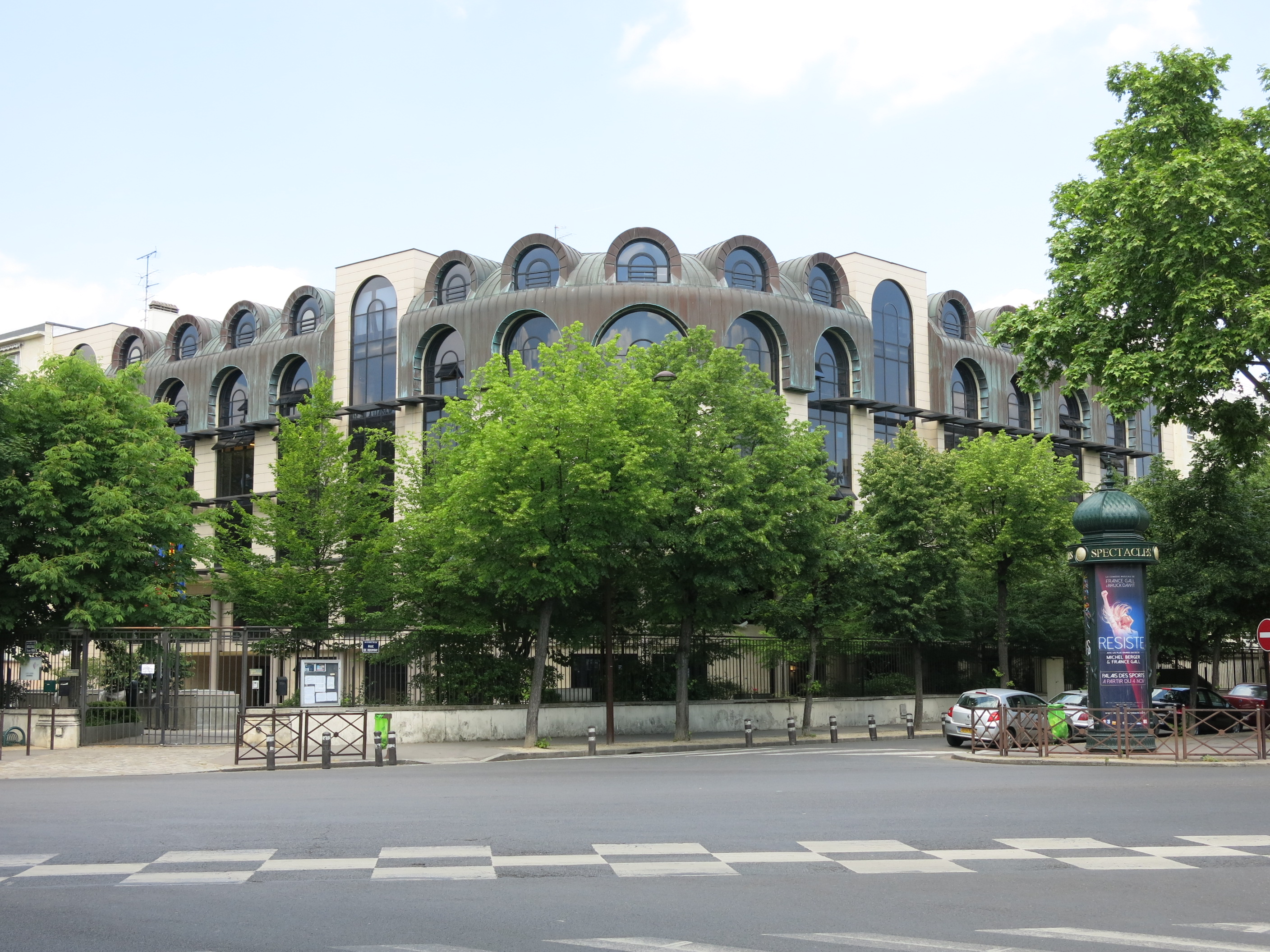
Liceo Español Luis Buñuel

Hay una gran variedad de colegios en Neuilly-sur-Seine que están divididos según el tipo de educación que se imparte.
Colegios públicos en Neuilly:
- Ocho colegios maternales/preescolares: Achille Peretti, Charcot, Dulud, Gorce-Franklin, Michelis, Poissonniers, Roule y Saussaye
- Diez escuelas de primaria: Huissiers, Poissonniers, Peretti, Michelis A, Michelis B, Charcot A, Charcot B, Saussaye A, Saussaye B y Gorce-Franklin
- Cinco escuelas secundarias: André Maurois, Théophile Gautier, Liceo Saint-James, Colegio y Liceo Pasteur y Liceo Profesional Vassily kandinsky
- Enseñanza Superior: Liceo Pasteur y Universidad de París IV-Sorbonne CELSA

Colegios privados en Neuilly:
- Enseñanza Primaria y Secundaria: Escuela y Colegio Saint-Pierre / Saint-Jean, Colegio y Liceo Sainte-Croix, Escuela Primaria Sainte-Croix, Colegio y Liceo Saint-Dominique, Escuela Primaria Saint-Dominique, Colegio y Liceo Sainte-Marie y Escuela Primaria Sainte-Marie
- Enseñanza Superior: 
  - Sainte-Croix: Clases Preparatorias Comerciales
  - Sainte-Marie de Neuilly: Clases Preparatorias Literarias
  - Instituto Europeo de Empresas
  - Escuela Superior de Salud
- Enseñanza Técnica: Liceo Profesional Georges Guérin
- Programas Extranjeros: Marymount International School y Liceo Español Luis Buñel,

## Demografía
| 2 477 | 1 573 | 2 162 | 2 744 | 5 599 | 7 654 | 9 493 | 13 063 | 15 894 | 23 583 | 13 216 | 17 545 | 16 277 | 20 781 | 25 235 | 26 596 | 29 444 | 32 730 | 37 493 | 41 145 | 44 616 | 51 590 | 52 433 | 53 491 | 56 938 | 60 172 | 66 095 | 72 773 | 70 995 | 65 983 | 64 170 | 61 768 | 59 848 | 60 454 | 61 797 | 60 361 |
| Para los censos de 1962 a 1999 la población legal corresponde a la población sin duplicidades (Fuente: INSEE [Consultar]) |       |       |       |       |       |       |        |        |        |        |        |        |        |        |        |        |        |        |        |        |        |        |        |        |        |        |        |        |        |        |        |        |        |        |        |

## Política
De 1983 a 2002, Nicolas Sarkozy, presidente de la República Francesa entre 2007 y 2012, fue alcalde de esta ciudad.

## Residentes famosos
- Bette Davis (1908-1989), actriz estadounidense, falleció en Neuilly-sur-Seine.
- Betsy Drake (1923 - 2015), actriz y escritora, nació en Neuilly-sur-Seine el 11 de septiembre.
- Blaise Pascal (1623-1662), filósofo y erudito francés que, a principios de noviembre de 1654, tuvo un accidente con su carruaje en el puente de Neuilly-sur-Seine, quedándose en la carroza con sus acompañantes en equilibrio al borde de la caída. Aunque él y sus amigos se salvarán, el hecho le provocará un estrés postraumático que le llevará a pasar quince días en silencio sin salir de la cama. La noche del lunes 23 al martes 24 de noviembre de 1654 experimentará un éxtasis místico conocido como la “noche de fuego”.
- Anaïs Nin (1903-1977), escritora, nació en Neuilly-sur-Seine.
- George Gurdjieff, ocultista armenio, pasó sus últimos años en Neuilly
- Lorin Maazel (1930-2014), director de orquesta, nació en Neuilly-sur-Seine.
- Jean-Paul Belmondo, actor, nació en Neuilly-sur-Seine el 9 de abril de 1933.
- Carole Bouquet, actriz, nació en Neuilly-sur-Seine el 18 de agosto de 1957.
- Juan Bautista Alberdi (1810-1884), escritor, político y jurista argentino, falleció en Neuilly-sur-Seine.
- Roger Martin du Gard (1881-1958), novelista, ganador del Premio Nobel de Literatura en 1937, nació en Neuilly-sur-Seine.
- Marlène Mourreau, actriz, modelo y presentadora de televisión, nació en Neuilly-sur-Seine el 19 de abril de 1969.
- Michèle Morgan, legendaria actriz francesa, nació en Neuilly-sur-Seine el 29 de febrero de 1920.
- Athina Roussel, amazona y heredera francesa, nieta de Aristóteles Onassis, nació en Neuilly-sur-Seine el 28 de enero de 1985.
- Sibilla Weiller, princesa consorte de Luxemburgo, hija de la princesa Olimpia Torlonia y de Paul-Annik Weiller, nació en Neuilly-sur-Seine el 12 de junio de 1968.
- Joan Mitchell, pintora americana, residió y falleció en Neully
- Dominique Strauss-Kahn, político socialista francés de origen judío (y décimo Director Gerente del Fondo Monetario Internacional), nació en Neuilly-sur-Seine el 25 de abril de 1949.
- Marine Le Pen, abogada y política francesa, nació en Neuilly-sur-Seine el 5 de agosto de 1968.
- Jean de La Fontaine (1621-1695), poeta y fabulista francés, falleció en Neuilly-sur-Seine.
- Ramón Emeterio Betances (1827-1898), padre de la patria puertorriqueña, médico, higienista social, administrador de salud pública, diplomático, poeta y novelista, falleció en Neuilly-sur-Seine.
- Guy-Manuel de Homem-Christo, uno de los dos miembros fundadores del grupo Daft Punk, nació el 8 de febrero de 1974 en Neuilly-sur-Seine.
- Chris Marker, documentalista, autor de La Jetée
- Natalie Clifford Barney, heredera y escritora americana, residió en Neuilly-sur-Seine a principios del siglo XX.
- Liliane Bettencourt, heredera de la empresa L'Oréal y la mujer más rica en Francia, residió y falleció en Neuilly-sur-Seine.
- Marcel Duchamp, artista francés, muere en Neuilly-sur-Seine el 2 de octubre de 1968.
- Albert Uderzo (1927-2020), escritor e ilustrador de los libros de Asterix, vivió y falleció en Neuilly-sur-Seine.
- Mary Wollstonecraft (1759-1797), escritora inglesa que vino a Francia durante la Revolución francesa como corresponsal de guerra, había residido en Neuilly-sur-Seine.
- Nicolas Sarkozy, presidente de Francia de 2007 a 2012, había sido, antes de ser presidente de la república, alcalde de Neuilly-sur-Seine de 1983 a 2002.
- Carlos Baca-Flor, pintor académico peruano, residió y murió en Neuilly-sur-Seine en 1941.
- Aristóteles Onassis, magnate griego, murió el 15 de marzo de 1975 en Neuilly-sur-Seine.
- Vittorio de Sica, actor y director de cine italiano, murió el 13 de noviembre de 1974 en Neuilly-sur-Seine.
- François Truffaut, director de cine francés, murió en Neuilly-sur-Seine en 1984.
- Valérie Pécresse, política francesa, nació en Neuilly-sur-Seine el 14 de julio de 1967.
- David Ethève, violonchelista y director de orquesta, nació en Neuilly-sur-Seine el 16 de septiembre de 1966, y murió el 9 de diciembre de 2016 en La Coruña.
- France Gall, popular cantante francesa, murió el 7 de enero de 2018 en Neuilly-sur-Seine.
- Cédric Pioline, tenista profesional, nació en Neuilly-sur-Seine el 15 de junio de 1968.
- Françoise Gilot, pintora, crítica de arte y escritora francesa, nació y vive en Neuilly-sur-Seine.